# Eriopygodes aliena
Eriopygodes aliena là một loài bướm đêm trong họ Noctuidae.